# Neruda (film)
Neruda is een Argentijns-Chileens-Spaans-Franse film uit 2016, geregisseerd door Pablo Larraín. De film ging op 13 mei in première op het Filmfestival van Cannes in de sectie Quinzaine des réalisateurs.

## Verhaal
De film vertelt een periode uit het leven van de Chileens dichter en Nobelprijswinnaar Pablo Neruda. Het verhaal speelt zich af in de periode 1946-1948 aan het begin van de Koude Oorlog. Nadat Neruda, lid van de communistische partij van Chili en senator, kritiek geuit heeft op het bewind van president Gabriel González Videla die onder meer de communistische partij verbiedt, moet hij op de vlucht voor de Chileense politie. Terwijl Neruda op de vlucht is, schrijft hij verder aan Canto General, een meer dan vijftienduizend versregels tellende kroniek-in-poëzie van Latijns-Amerika. Inspecteur Peluchonneau van de Chileense politie is inmiddels vastberaden om de dichter op te sporen en te arresteren.

## Rolverdeling
| Acteur                | Personage               |
| --------------------- | ----------------------- |
| Gael García Bernal    | Óscar Peluchonneau      |
| Luis Gnecco           | Pablo Neruda            |
| Alfredo Castro        | Gabriel González Videla |
| Pablo Derqui          | Victor Pey              |
| Emilio Gutiérrez Caba | Pablo Picasso           |
| Alejandro Goic        | Jorge Bellet            |
| Michael Silva         | Álvaro Jara             |
| Mercedes Morán        | Delia del Carril        |